# Anenecuilco
Anenecuilco is een plaats in de Mexicaanse staat Morelos. De plaats heeft 9.400 inwoners (census 2005) en valt onder de gemeente Ayala.
Anenecuilco is vooral bekend als de geboorteplaats van Emiliano Zapata.

## Geboren
- Emiliano Zapata (1879-1919), revolutionair